# 검은 9월
검은 9월(أيلول الأسود)은 요르단에서 벌어진 전쟁으로 야세르 아라파트를 중심으로 한 팔레스타인 해방 기구와 바트당 집권 하의 시리아가 연합해 후세인 1세를 중심으로 한 요르단군을 상대로 벌인 전쟁이다. 1970년 9월 16일부터 9월 27일까지 주요 교전이 발생했으며, 1971년 7월 17일까지 팔레스타인 해방 기구의 활동은 이어졌다.
요르단이 6일 전쟁 이후 요르단강 서안 지구를 이스라엘에게 빼앗김으로써, 팔레스타인 페다인으로 알려진 팔레스타인 전투원들은 요르단으로 기지를 옮겨 이스라엘이 점령한 영토와 이스라엘 본토에 공격을 가하기 시작했다. 카라메흐에 위치한 팔레스타인 캠프에서 이스라엘의 보복전이 발생하면서, 공격은 전면전으로 이어졌다. 1968년 카라메흐 전투에서 요르단-팔레스타인 연합군이 승리를 거두면서, 아랍 세계는 요르단에 위치한 팔레스타인 전투원들을 지지하기 시작했다. 요르단 내 팔레스타인 해방 기구의 병력이 성장하고, 일부 해방기구 세력이 1970년 초 하심 가의 축출을 공개적으로 요구하면서 양국 사이에 긴장이 감돌았다. 페다인은 법적 규제와 지역 법규를 무시하기 시작했고, 요르단의 국왕이었던 후세인 1세를 두 번이나 암살하려고 시도해 1970년 6월에는 요르단군과 팔레스타인 해방기구 사이에 충돌이 빚어졌다. 후세인은 페다인을 국가 밖으로 축출하고 싶었지만 팔레스타인 전투원들의 활동 지역에 민간인이 있었기 때문에 공격을 망설였다. 1970년 9월 10일 도슨스 비행장 납치 사건으로 요르단은 공세에 나섰다.
9월 17일, 요르단군은 암만과 이르비드에 주둔한 해방기구의 도시들을 포위했고, 페다인을 향해 포격을 가했다. 다음 날 팔레스타인 해방군과 함께 시리아군이 이르비드로 진격해 페다인이 이 도시를 해방시켰다. 1970년 9월 22일, 시리아군은 요르단군의 공지합동작전으로 큰 피해를 입고 요르단에서 철수했다. 아랍 각국은 후세인에게 전투를 중단하라고 압력을 가했다. 1970년 10월 13일, 그는 해방기구의 지도자였던 야세르 아라파트와 페다인의 주둔을 규제하는 합의를 채택했다. 그러나 요르단군은 1971년 1월 팔레스타인 페다인을 다시 공격했고, 대부분의 페다인은 요르단에서 축출되었다.
요르단은 페다인들이 레바논을 거쳐 시리아로 가는 것을 허용했다. 이들은 이후 1975년 레바논 내전의 주요 전투세력으로 성장한다. 이 사건 이후 일부 팔레스타인 세력은 검은 9월단을 조직해 사건에 대한 복수를 다짐한다. 검은 9월단은 1971년 요르단 총리 와스피 알탈 암살 및 1972년 뮌헨 사건의 용의단체로 지목되었다.